# 군사정보총국
군사정보총국(軍事情報總局, Directorate of Military Intelligence; DMI)은 영국 전쟁청에 속한 기관이었다.

## 역사
1854년 크림 전쟁 초기에 만들어진 전쟁청 지형통계부서가 그 전신이다.
전쟁청이 1964년 국방부로 재편되면서 DMI도 국방정보참모부로 개편되었다.

## 부서
제1차 세계 대전 당시 영국의 비밀작전부서(British Military Intelligence Section)들은 DMI 산하의 여러 과들로 존재했으며, "군사정보"의 약자인 MI에 과 번호를 붙여 MIx로 불렸다. 예컨대 암호해독을 담당한 것은 군사정보총국 제1과로 MI1이었다. DMI 산하의 과들의 수와 명칭들은 DMI 존속기간 내내 계속 변화했다. 대표적인 과는 다음과 같은 것들이 있었다.
| 번호         | 활동 | 현재 상태                             |
| ------------ | --- | ------------------------------------- |
| 제1과(MI1)   | 암호해독. 이후 다른 암호해독 부서들과 합병하여 정부암호학교(오늘날의 )로 개편됨. | M1b 정부통신본부(GCHQ)가 됨.          |
| 제2과(MI2)   | 중동, 극동, 북유럽, 미국, 소련, 중남미 정보 담당 | 1941년 제3과에 기능이 병합됨.         |
| 제3과(MI3)   | 동유럽 및 발트 지역 정보 담당(1941년 여름 이후로 소련과 북유럽이 관할에 추가). | 1945년 제6과에 기능이 병합됨.         |
| 제4과(MI4)   | 지형 및 지도 담당. | 1940년 4월 군사작전부로 이관.         |
| 제5과(MI5)   | 방첩. | 보안부로서 존속함.                    |
| 제6과(MI6)   | 비밀정보부 및 외무청과의 연락 담당. | 비밀정보부로서 존속함.                |
| 제7과(MI7)   | 언론 및 선전 담당 | 1940년 5월 정보부으로 이관.           |
| 제8과(MI8)   | 신호정보 및 통신보안 담당 | 1941년 제6과에 합병.                  |
| 제9과(MI9)   | 탈출한 전쟁포로의 복명, 탈출 관련 공작 담당(1941년 이전까지 적국 포로의 심문도 담당). | 1945년까지 운영됨.                    |
| 제10과(MI10) | 전세계적 기술정보. | 제2차 세계 대전 이후, 제6과에 병합됨. |
| 제11과(MI11) | 군사보안 | 제2차 세계대전 말엽에 해산.           |
| 제12과(MI12) | 정보부의 검열기관들과의 연락 담당. | -                                     |
| 제13과(MI13) | 비문서 정보 및 특수작전. | -                                     |
| 제14과(MI14) | 독일 및 독일 점령지의 항공사진 첩보 담당. | 1943년 봄까지 운영됨..                |
| 제15과(MI15) | 항공사진. 1943년 봄 항공사진 업무가 항공성으로 이관되고 제15과는 방공정보 담당이 됨. | 제2차 세계 대전 동안 운영됨.          |
| 제16과(MI16) | 과학정보(1945년 설립). | -                                     |
| 제17과(MI17) | 1943년 4월 이후 군사정보총국 국장 사무국으로 기능. | -                                     |
| 제18과(MI18) | 독일 점령지의 공산주의 조직을 파괴하고 서방 연합군이 소련군보다 먼저 베를린에 도달하도록 소련군에 대한 방해공작을 했다는 설이 있음. 하지만 공식적으로는 그런 활동 및 존재 자체가 부정됨. | -                                     |
| 제19과(MI19) | 적국 전쟁포로 심문. 1941년 12월 창설. | 제2차 세계 대전 동안 운영됨.          |
| -            | - | -                                     |
| MI (JIS)     | 합동정보위원회 산하 기구인 합동정보참모부(JIS)에 관련된 과. | -                                     |
| MI L(R)      | 러시아 연락 담당. | 제2차 세계 대전 동안 운영됨.          |

이 중 MI5와 MI6은 지금도 그 후신 기관들을 가리키는 말로 관습적으로 사용되는데, 전쟁이 끝나고 제5과는 내무부, 제6과는 외무부로 넘겨졌다.

## 참고

### 인용
1. ↑  The Puppet Masters, John Hughes-Wilson, Cassell, London, 2004
2. ↑  Dylan 2014, 184쪽
3. ↑  “SIS Records — War Office Military Intelligence (MI)Sections in the Second World War”. Sis.gov.uk. 26 August 2008에 원본 문서에서 보존된 문서. 19 June 2009에 확인함.
4. ↑  Aldrich, Richard James (1998). 《Espionage, security, and intelligence in Britain, 1945–1970》. Manchester University Press. 66쪽. ISBN 978-0-7190-4956-9.

### 자료
- Dylan, Huw (2014). 《Defence Intelligence and the Cold War: Britain's Joint Intelligence Bureau 1945–1964》 (영어). 옥스퍼드 대학 출판부. ISBN 978-0199657025.